# Araneus pontii
Araneus pontii är en spindelart som beskrevs av Lodovico di Caporiacco 1934. Araneus pontii ingår i släktet Araneus och familjen hjulspindlar. Inga underarter finns listade i Catalogue of Life.